# Zheleznogorsk (Krai de Krasnoyarsk)
Zheleznodsk é uma cidade (desde 1954) no Krai de Krasnoyarsk, na Rússia É o centro administrativo de uma entidade administrativa e territorial fechada e o mesmo distrito urbano.

## Geografia
A cidade fica às margens dos pequenos rios Kantat e Baikal (do lado direito do bacia do rio Yenisey) ao pé da cordilheira Atamanovsky, cerca de 25 km ao nordeste de Krasnoyarsk.

## História
Em 26 de fevereiro em 1950 o decreto do Conselho de Ministros sobre a construção da Usina #815 (no futuro Usina de Mineração Química), para a produção de plutônio para armamentos foi publicado e assinado por I.V. Stalin. Um lugar secreto e uma cidade fechada foram construídos pelos departamentos de Ministério da Defesa, Ministério do Interior e por prisioneiros do Gulag.
Em maio de 1950, por ordem do Ministério do Interior, foi criado o campo de trabalho forçado "Granitny". Os prisioneiros construíram de maio ao outubro ligação ferroviária externa com 51 quilômetros de extensão pelo itinerário "Estação Basaikha de Ferroviária de Krasnoyarsk - Sotsgorod". Isso permitiu entregar as cargas nos canteiros de obras da usina e campo de trabalho mais rapidamente.
No mesmo ano, no verão de 1950, foram iniciadas obras de preparação do maciço rochoso projetado para disposição da Usina #815.
Em 1953 as obras adquiriram uma ampla escala. Fábricas madeireira, de tijolos e de concreto entraram em operação, uma jazida de cascalho e areia foi elaborada. Na cidade apareceram 234 edifícios residenciais, um cinema, 3 escolas, 3 cantinas, um jardim de infância e um hospital.
Em 1956 uma ferrovia interna do departamento foi levada à UMQ que entrou em operação no ano de 1958. Ela foi alojada debaixo de terra (no corpo de montanha) numa profundidade de 200 a 300 metros e foi projetada para que suportasse até ataques nucleares. O sistema de túneis industriais e de transporte é comparável ao do metrô de Moscou. As salas subterrâneas crescem até 55 metros de altura. O calor que o reator gerava foi utilizado para aquecimento da cidade.
No dia de 17 de março em 1954, por ordem do Presidium do Soviete Supremo da União Soviética o vilarejo da Usina #815 recebe o estatuto oficial de cidade e o nome Zheleznogorsk para correspondência fechada, órgãos de partido e da União Soviética e Krasnoyarsk-26 para correspondência aberta. Outros nomes foram também "Sotsgorod", "Devyatka", "Atomgrad".
Em 1964 começou a funcionar a planta radioquímica subterrânea para reprocessamento de urânio. Em 1985 foi cavado um túnel sob o Yenisey de 40 metros de profundidade para o transporte de resíduos radioativos até o aterro (hoje em dia este túnel não é usado de modo apropriado).

## Estatuto e administração da ZATO
A cidade recebeu o estatuto especial por causa das fábricas da indústria bélica (nuclear e espacial).
Em volta da cidade fica uma cerca com um número limitado de postos de controle para ir à cidade. A visita ao território é realizada por licenças especiais (passe).
Além da cidade, a ZATO inclui quatro localidades: os vilarejos Podgorny, Tartat e Dodonovo e a aldeia Chivera.
O chefe da ZATO é Igor Guermanovitch Kuksin (desde 27 de fevereiro de 2018).

## População
Em 1º de janeiro de 2018, a cidade se encontrava no 198º lugar em relação à população de 1113 cidades da Federação Russa e se estimou cerca de 84 mil de pessoas.

## Economia
- Usina de Mineração Química
- ISS Reshetnev (70% de projeto e construção de satélites)
- Fábrica municipal "Gorteploenergo"
- Usina química - sucursal da Platan de Krasnoyarsk de construção de máquinas, no vilarejo Podgorny
- Agência federal de edificação especial #9

O operador nacional de utilização de resíduos radioativos constroi sob Zheleznogorsk um depósito subterrâneo para resíduos radioativos (de origem russa e estrangeira). Isso causou uma preocupação de especialistas a respeito de questão de segurança insuficiente.

## Transporte urbano e suburbano
Há algumas linhas de ônibus no transporte público urbano e também o táxi. Em 1º de janeiro de 2018 foi introduzida uma nova linha comercial de ônibus #2; algumas linhas comerciais foram canceladas.
Dentro da ZATO desde 1958 funciona a linha de serviço de trem elétrico urbano, uma parte do seu caminho passa por um túnel. A linha é utilizada somente para o transporte de funcionários para o território de UMQ.
Ela tem um comprimento de 30 kilometros (5 km sob a terra) e 3 estações ("Sotsgorod", "Volnaya", "Combinat"), a última dessas pode ser comparada a padrões de metrô.
A linha começa em Krasnoyarsk, na estação Bazaikha da ferrovia de Krasnoyars. A eletrificação começa na estação "Sotsgorod". A linha passa por bairros residenciais da cidade, depois ao longo da margem do Yenisey e desaparece no túnel subterrâneo da UMQ.
Como veículos, são usados quatro trens elétricos da DC.

## Ciência e educação

### Organizações de projeto
A sucursal de Krasnoyarsk da Empresa pública "Instituto estatal especializado de projeto"
A empresa de capital aberto "Instituto siberiano de projeção de plantas de construção de máquinas"

### Educação
- Quantidade de pré-escolas: 34
- Há 19 instituições de ensino médio na cidade:
  - 11 escolas
  - 2 liceus
  - 2 ginásios
  - Internato público de ensino especial
  - Internato estatal público de ensino médio para crianças talentosas "Escola de Kosmonavtika"
  - Corpo de cadetes de Norilsk

- Instituições de ensino superior e profissional:
  - Academia siberiana de prevenção de incêndios e de salva-vidas
  - Escola técnica de tecnologias e serviço inovadores e industriais